# (11871) Norge
(11871) Norge ist ein Asteroid des inneren Hauptgürtels, der am 7. Oktober 1989 von dem belgischen Astronomen Eric Walter Elst am La-Silla-Observatorium der Europäischen Südsternwarte in Chile (IAU-Code 809) entdeckt wurde. Unbestätigte Sichtungen des Asteroiden hatte es schon vorher gegeben: im Januar 1984 (1984 BL3) am Palomar-Observatorium in Kalifornien und am 28. September 1989 (1989 SJ8) am La-Silla-Observatorium.
Der italienische Astronom Vincenzo Zappalà definiert in einer Publikation von 1995 (et al.) eine Zugehörigkeit von (11871) Norge zur Flora-Familie, einer großen Gruppe von Asteroiden, die nach (8) Flora benannt ist. Asteroiden dieser Familie bewegen sich in einer Bahnresonanz von 4:9 mit dem Planeten Mars um die Sonne. Die Gruppe wird auch Ariadne-Familie genannt, nach dem Asteroiden (43) Ariadne. Nach der SMASS-Klassifikation (Small Main-Belt Asteroid Spectroscopic Survey) wurde bei einer spektroskopischen Untersuchung von Gianluca Masi, Sergio Foglia und Richard P. Binzel bei (11871) Norge ermittelt, dass es sich um einen der seltenen V-Asteroiden handeln könnte.
(11871) Norge wurde am 5. Juli 2001 nach dem nordeuropäischen Staat Norwegen benannt. Norge ist der Name Norwegens in Bokmål, einer der beiden offiziellen Standardvarietäten des Norwegischen.